# カリス・デイビッドソン
カリス・デイビッドソン（Karis Davidson、1998年7月7日 - ）は、オーストラリアクイーンズランド州出身の女子プロゴルファーである。

## 経歴
出生地はスコットランドのメルローズで、4歳からゴルフを始める。
9歳のときに家族と共にオーストラリアのゴールドコーストに移り住んだ。
アマチュア時代からALPGツアー（オーストラリア）に出場経験があり、最高位は2017年2月の「RACV Gold Coast Challenge」の9位タイ。
2017年に日本女子プロゴルフ協会（LPGA）ファイナルクォリファイングトーナメントに進出し11位、同年プロ転向。
2018年2月にプロとして出場したALPGツアーの「Oates Vic Open」で2位となる。
同年TP単年登録者としてLPGAツアーに参戦、最終的に同ツアー30試合に出場、年間獲得賞金ランキング（賞金ランク）40位で初のシード入り。
LPGA会員制度改正に伴い「2018年シード獲得」の資格で同会入会を申請し、同時期に申請したフェービー・ヤオ、ペ・ヒギョン、ユン・チェヨン、ジョン・ジェウン、権藤可恋と共にLPGA90期生（インターナショナルプロフェッショナル会員）となる。同年12月19日に発表されたLPGAアワードにおいて「敢闘賞」を受賞した。
2019年は賞金ランク54位に終わり賞金シード入りを逃すが、2020年シーズンの「第1回リランキング」までのLPGAツアー出場資格を得た。